# Maja Sodja
Maja Sodja, slovenska novinarka in voditeljica, * 1981.
Trenutno vodi oddaji 24ur popoldne in 24ur zvečer, ki se predvajata na televiziji POP TV.
Bila je ena izmed 571. podpisnikov Peticije zoper cenzuro in politične pritiske na novinarje v Sloveniji.